# Vallée d'Ollo
Pour les articles homonymes, voir Ollo.
Vallée d'Ollo (anciennement Ollo, Valle de Ollo en espagnol ou Ollaran ou Ollibar en basque) est une municipalité de la communauté forale de Navarre, dans le Nord de l'Espagne.
Elle est située dans la zone linguistique mixte de la province, à 22 km de sa capitale, Pampelune.

## Villages
La municipalité se compose des villages suivants, selon la nomenclature des populations publiée par l'INE (Institut National de Statistique).
| Nom village       | Pop. (2006) |
| ----------------- | ----------- |
| Anoz              | 27          |
| Arteta            | 30          |
| Beasoáin-Eguíllor | 69          |
| Ilzarbe           | 30          |
| Ollo (concejo)    | 48          |
| Senosiáin         | 21          |
| Ulzurrun          | 62          |

## Démographie
| Évolution démographique                              | Évolution démographique | Évolution démographique | Évolution démographique | Évolution démographique | Évolution démographique | Évolution démographique | Évolution démographique | Évolution démographique | Évolution démographique | Évolution démographique |
| 1996                                                 | 1998                    | 1999                    | 2000                    | 2001                    | 2002                    | 2003                    | 2004                    | 2005                    | 2006                    | 2007                    |
| ---------------------------------------------------- | ----------------------- | ----------------------- | ----------------------- | ----------------------- | ----------------------- | ----------------------- | ----------------------- | ----------------------- | ----------------------- | ----------------------- |
| 363                                                  | 355                     | 336                     | 318                     | 323                     | 300                     | 311                     | 305                     | 308                     | 309                     | 298                     |
| Sources: Ollo et instituto de estadística de navarra |                         |                         |                         |                         |                         |                         |                         |                         |                         |                         |

### Sources
- (es) Cet article est partiellement ou en totalité issu de l’article de Wikipédia en espagnol intitulé « Ollo (Navarra) » (voir la liste des auteurs).